# Aeroportul Rørvik
Aeroportul Rørvik (IATA: RVK, ICAO: ENRM) este un aeroport din Comuna Nærøysund⁠(d), Trøndelag, Norvegia ce deservește zona Rørvik⁠(d). Aeroportul a fost tranzitat în 2022 de 48.039 de pasageri. A fost deschis în 1986 și numit după zona deservită.
Situat la o altitudine de 45 m, aeroportul dispune de 1 pistă. Este operat de Avinor⁠(d).

## Infrastructură

### Piste
Aeroportul dispune de o singură pistă. Pista 04/22 are suprafața de asfalt și dimensiunile 952 m × 30 m. 